# 吉涅
吉涅（法語：Guignes，法語發音：[ɡiɲ] ⓘ），法国中北部城市，法兰西岛大区塞纳-马恩省的一个市镇，隶属于默伦区，其市镇面积为5.68平方公里，2022年1月1日时人口数量为4,434人，在法国城市中排名第2,577位。
吉涅位于塞纳-马恩省中部，是一个区域性的中心城市，多个方向的公路在此交汇。

## 地名来源
“吉涅”一名最初于公元14世纪时被记载，其来源及含义尚有待考证。

## 历史

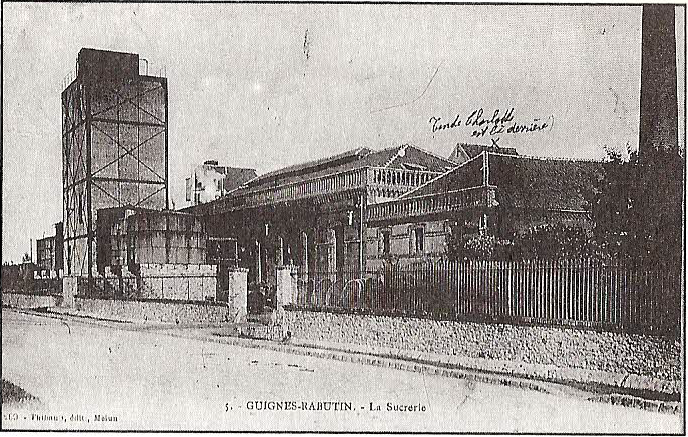
吉涅制糖厂

吉涅的早期历史尚不清楚。根据当地官方网站的论述，吉涅境内最早出现的建筑是一位名叫“Victorius”的领主所修建的宅邸，其建筑后来成为“Vitry”城堡。中世纪时，吉涅长期为一处普通农业村落。1675年，当地领主将吉涅及附近多个村庄卖给了法国元帅亨利·德·绍姆贝格。1749年，吉涅境内兴建了一座教堂。法国大革命后，吉涅成为塞纳-马恩省的一个市镇。工业革命期间，吉涅境内出现了一处制糖厂，一条连接吉涅和默伦之间的地方铁路建成通车，后因汽车的兴起而废弃。20世纪中后期，得益于巴黎的城市扩张，吉涅人口数量有所增加，当地出现了多处新建居民区。

## 地理

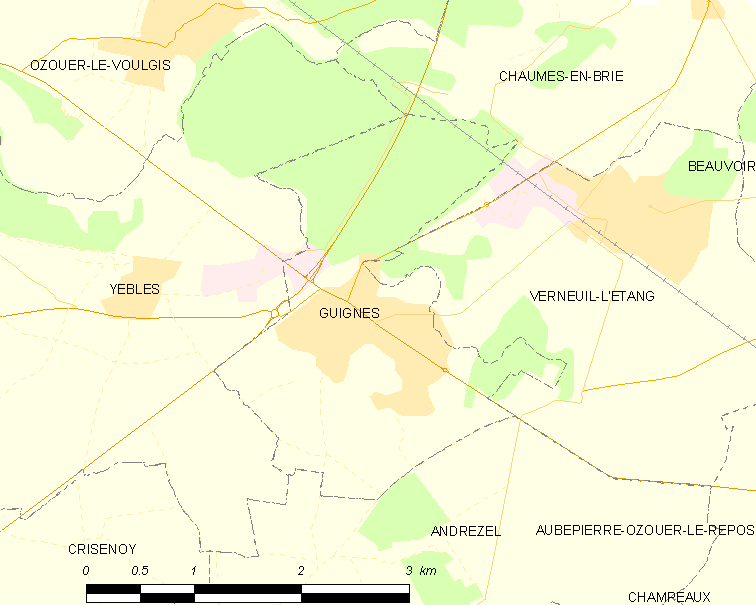
吉涅市镇范围地图

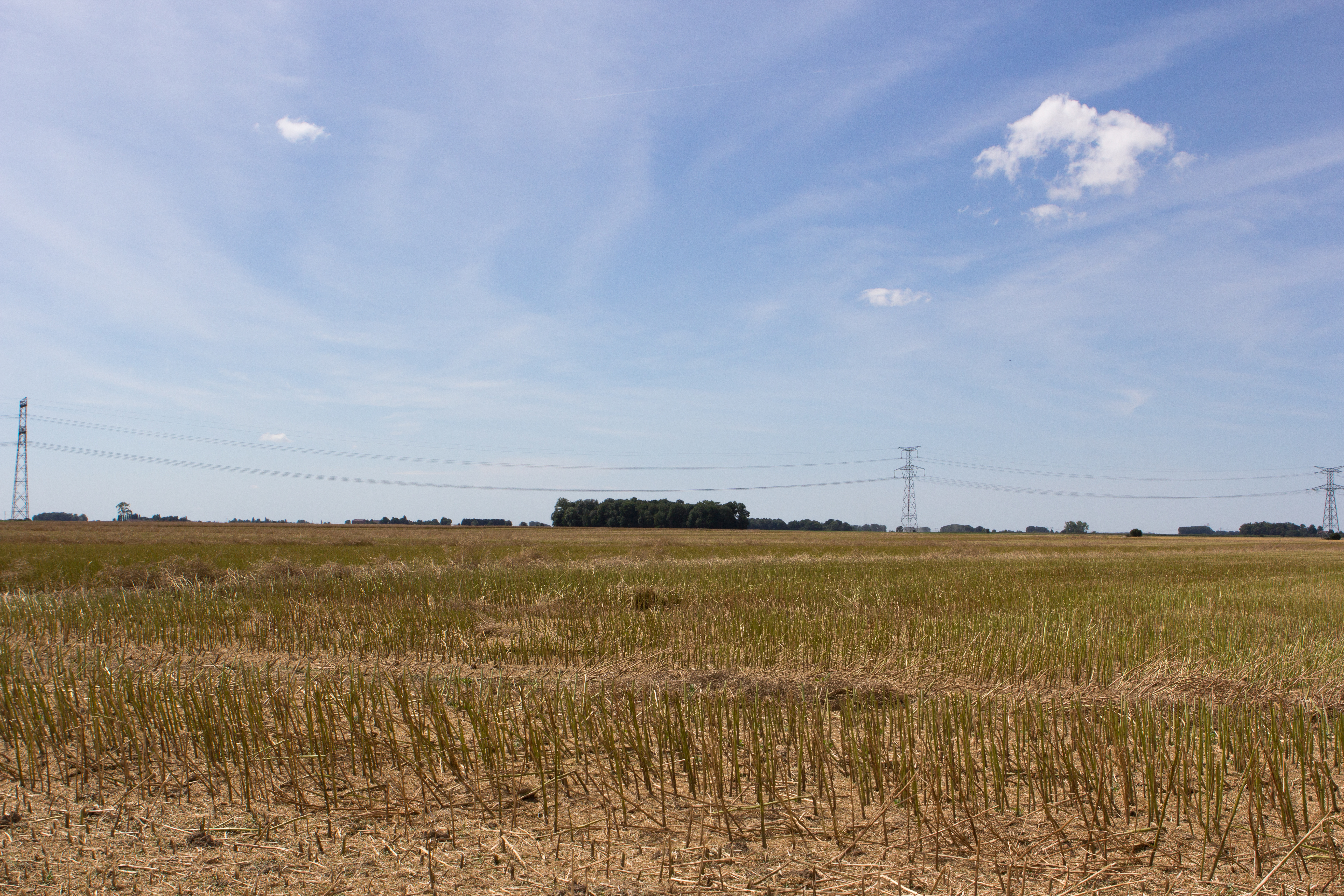
吉涅附近的一处田野

吉涅位于法国中北部，法兰西岛大区东部和塞纳-马恩省中部，距离省会默伦大约16公里。与吉涅接壤的市镇包括：布里地区绍姆、耶布勒、韦尔讷伊莱唐和昂德勒泽勒。

### 地形
吉涅位于布里地区腹地，境内以平原和缓丘为主，市镇中心地势较为平坦，全境海拔在73到107米之间。

### 水文
吉涅位于塞纳河流域范围内，阿翁溪（ruisseau d'Avon）自东向西流经镇中心。

### 植被
吉涅属于温带阔叶混交林区，市镇范围北部为维特里树林（Bois de Vitry），镇中心林地则多分布于河道附近。
在鲜花城市的评比中，吉涅暂未被评级。

### 气候
吉涅在柯本气候分类法中属于温带海洋性气候。

## 行政区划
吉涅的市镇编号为77222，邮政编号为77390。
在行政管理方面，吉涅隶属于法国法兰西岛大区塞纳-马恩省默伦区；在地方选举方面，吉涅是楠日县的中央投票站所在地，其市镇范围全境被划入塞纳-马恩省第三选区；在社会管理方面，吉涅是河流和城堡布里市镇公共社区的组成部分。
截至2023年4月，吉涅市镇范围内暂无任何城市敏感街区及城市政策优先街区。
法国国家统计与经济研究所（简称）在进行数据统计时，将吉涅单独设为吉涅城市核心区（Unité urbaine de Guignes），并将包括核心区在内的周边共1,794个市镇划为巴黎城市区。自2020年起，巴黎城市区被包含1,949个市镇的巴黎城市辐射区代替。此外，还将吉涅市镇整体看作一个“块区”（IRIS），以便于统计人口分布情况。

## 交通

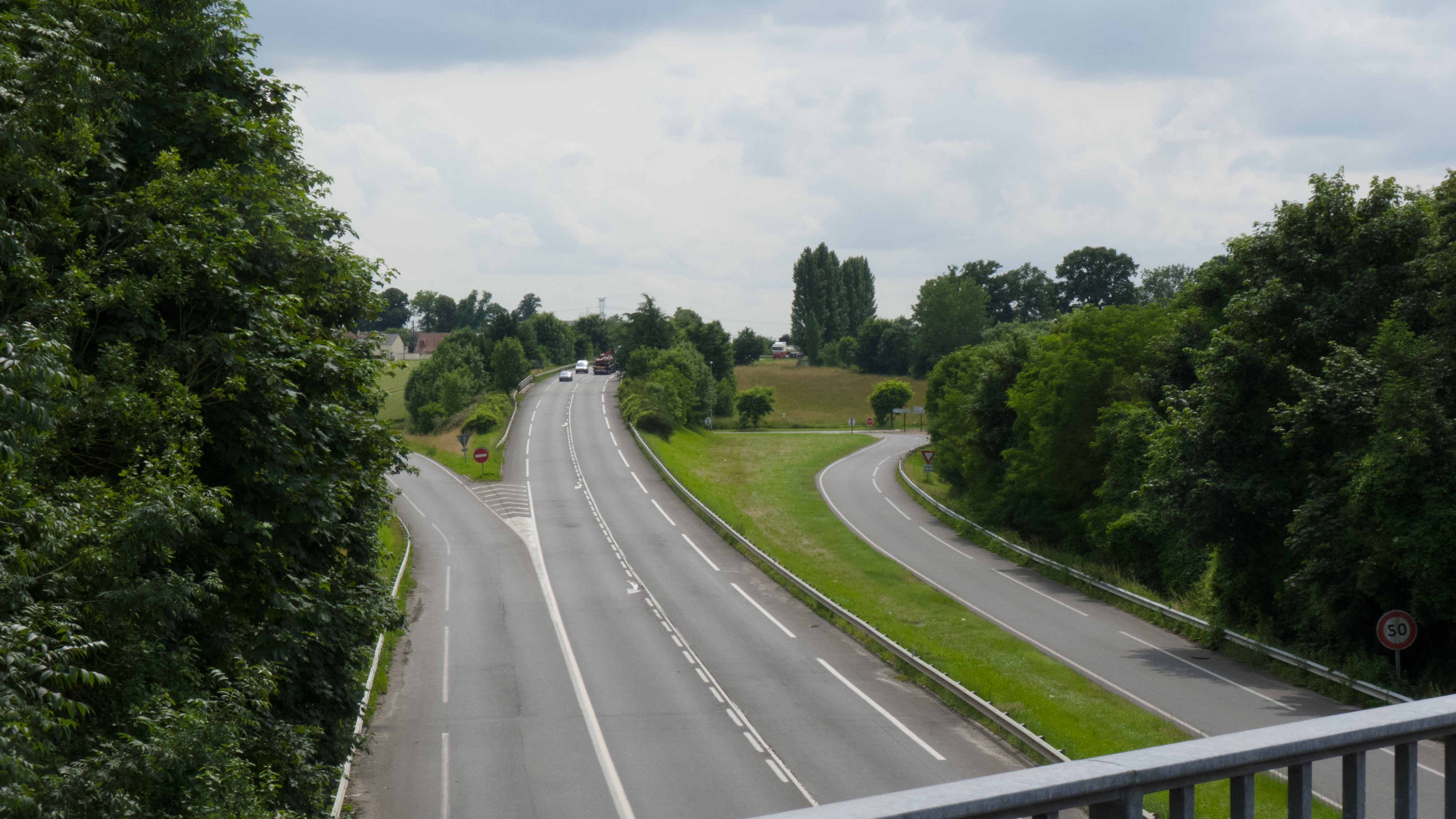
途径吉涅的国道36线

### 公路
法国国道N36线和塞纳-马恩省省道D99E线、D319线、D402线在吉涅境内交汇。
2019年，84.1%的吉涅家庭拥有至少一辆私人汽车。2019年，吉涅境内共发生各类交通事故1起，造成1人遇难。
| 15 | 8.5 |

| 默伦 | 16 |

| 克雷西-拉沙佩勒 | 28 |

| 布里孔特罗贝尔 | 16 |

### 铁路
距离吉涅最近的运营中的客运铁路车站为3公里外的韦尔讷伊莱唐站，该站是法兰西岛大区列车D线的一个车站。

### 航空
距离吉涅最近的民用航空站为44公里外的巴黎-奥利机场。

### 城市公共交通
吉涅是法兰西岛公共交通网的服务范围，截至2023年4月，共有六条普通公交线路和一条校车线路经过吉涅市镇范围内。
| 途经吉涅境内的主要公共交通线路 |                                            | |
| 类型                           | 运营商                                     | 线路 |
| 公共汽车                       | Brie et 2 Morin 布里和双莫兰公交路网       | 01：默伦-火车站 ↔ 克里斯努瓦-RN36 ↔ 教堂 ↔ 莱萨布隆 ↔ 韦尔讷伊莱唐站 ↔ 绍姆教堂 ↔ 丰特奈-特雷西尼顾拜旦 ↔ 吕米尼-内勒-奥尔莫猫科动物公园 ↔ 佩扎尔什-网约车停车场 ↔ 火车站 ↔ 维克多·雨果 ↔ 甘必大 ↔ 布瓦西勒沙泰勒D222 ↔ 勒拜-网约车停车场 |
| 公共汽车                       | Pays Briard 布里亚尔地区公交路网           | 17：快铁马恩拉瓦莱-谢西站 ↔ 布里地区马尔勒站 ↔ 丰特奈-特雷西尼游泳池 ↔ 绍姆教堂 ↔ 教堂 20：韦尔讷伊莱唐站 ↔ 教堂 ↔ 莱萨布隆 ↔ 莫尔芒市政府 ↔ 让·饶勒斯 21：快铁布瓦西圣莱热站 ↔ 特里亚农 ↔ 桑特奈国道 ↔ 塞尔翁国道 ↔ 乔治·克莱蒙梭 ↔ 布里门 ↔ 格里西-叙讷村 ↔ 库贝尔国道19线 ↔ 布里地区苏瓦尼奥勒桥 ↔ 索莱尔市政府 ↔ 奥祖埃尔勒武尔日-莱塞塔尔 ↔ 耶布勒-阿翁河畔诺让 ↔ 教堂 ↔ 莱萨布隆 32 34A 34B 35A：（区域校车线路） |
| 公共汽车                       | Yerres-Brie Centrale 耶尔-中央布里公交路网 | 14：略桑-穆瓦西站 ↔ 教堂 ↔ 莱萨布隆 ↔ 莫尔芒站 ↔ 格朗皮-巴伊-卡鲁瓦教育园 ↔ 楠日-巴泰莱米初级中学 |
| 1.                             |                                            | |

## 政治

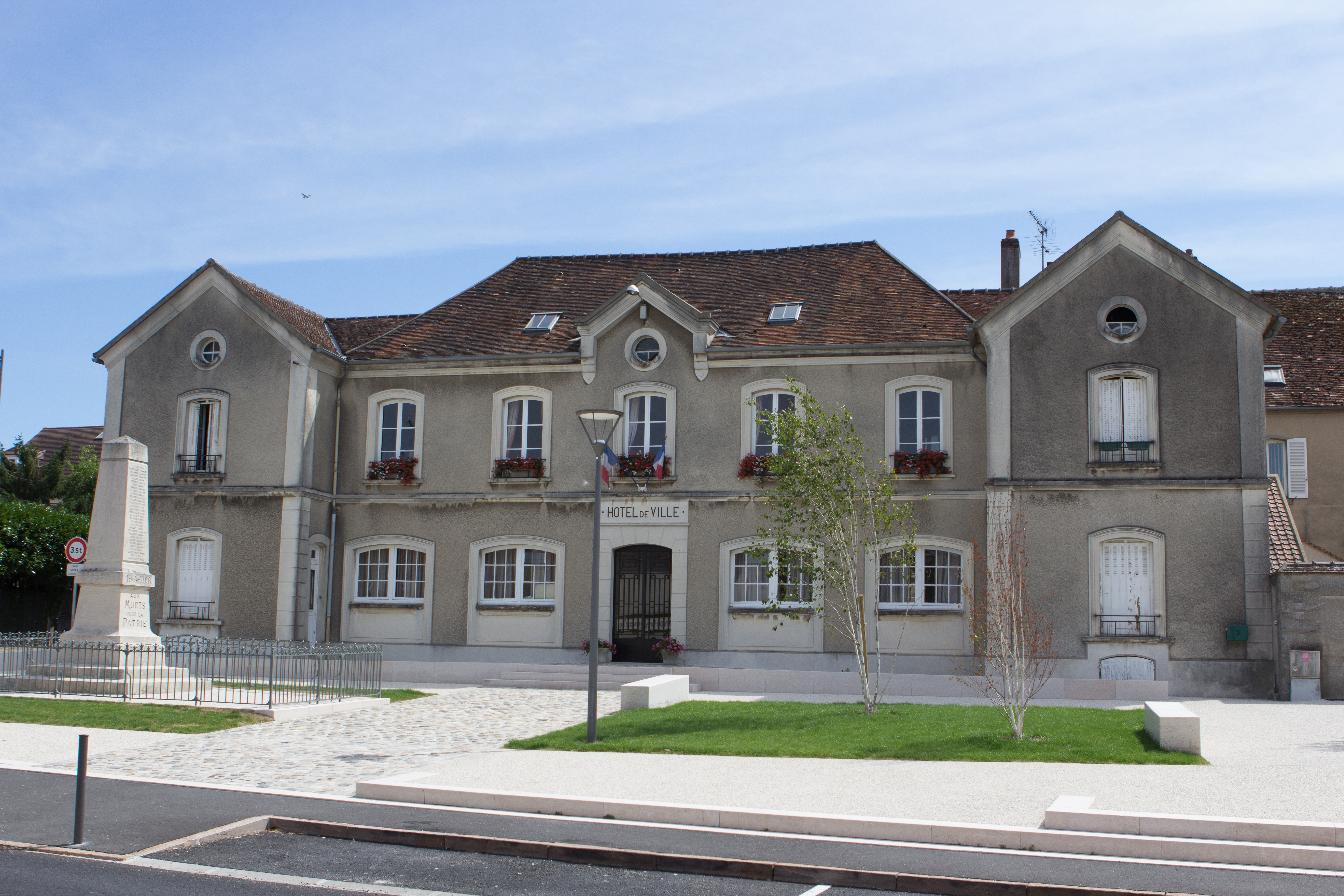
吉涅市政厅

吉涅的现任市长为贝尔纳·布蒂利埃先生（Bernard BOUTILLIER），他是一名右翼无党派人士，在2020年的市政选举中获得了67.87%的支持率。
在2022年的法国总统大选中，法国极右翼政党国民阵线主席玛丽娜·勒庞在吉涅获得了53.22%的支持率。

## 人口
2019年，吉涅市镇人口数量为4,296，在法国排名第2,577位。其中男性2,122人，女性2,174人，75岁及以上人口占3.6%，外籍人口数量为299人，人口密度为756人/平方公里，当地居民被称为（男性）或（女性）。2020年，吉涅境内出生54人，死亡人口23人。
| 吉涅1901年－2020年人口变化情况 |
|                                |
| 数据来源：Cassini、INSEE       |

## 经济
吉涅是一个区域性的中心城市。截止2023年4月，吉涅市镇范围内共有各类用人单位（包含自雇）524家，平均历史为12年，均为中小型企业（PME），2023年2月至4月间，当地的经济活力指数为0.38%。（房屋建设）、（机械工业）及（汽修）是当地2021年营业额最高的三个企业，分别为1,442,617欧元、1,116,899欧元和504,601欧元。

## 财政与居民收入
2021年，吉涅的财政收入总额为4,117,180欧元，财政支出总额为3,204,560欧元，当年的债务总额为4,716,340欧元。2021年，吉涅市镇通过增值税获得38,570欧元的收入，此外当地还共获得了41,120欧元的国家直接财政补助。
2020年，吉涅的人均月收入总额为2,294欧元，其中高级职员为3,536欧元，低于法国平均水平（4,230欧元）；中级职员为2,487欧元，高于法国平均水平（2,411欧元）；普通职员为1,849欧元，高于法国平均水平（1,740欧元）。
2019年，吉涅境内的贫困率为7%，青壮年（15至64岁）失业率为8.6%；当地55.1%的家庭拥有纳税资格，平均纳税2,412欧元，低于法国平均水平（3,910欧元）。

## 社会事务

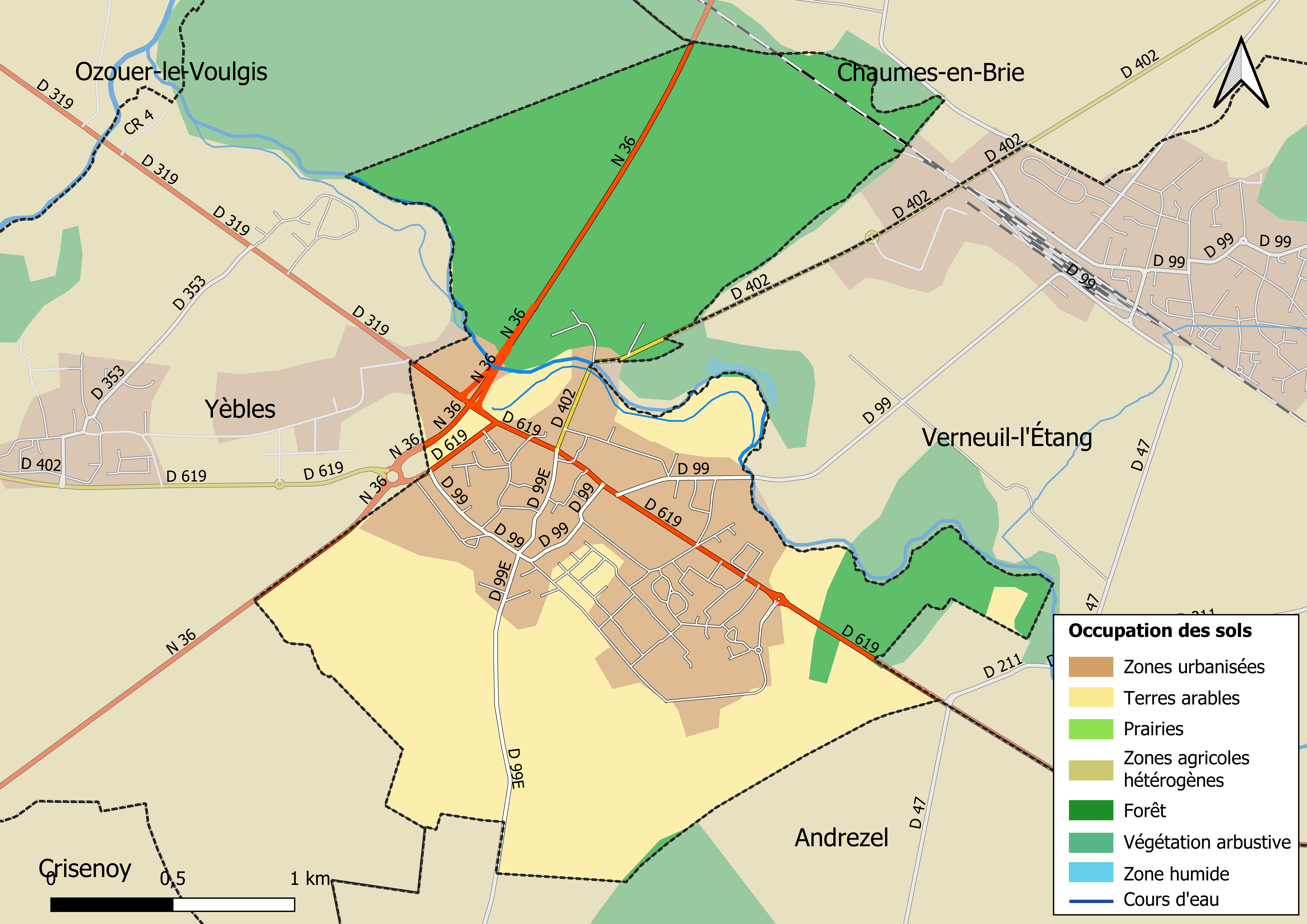
吉涅土地利用情况地图

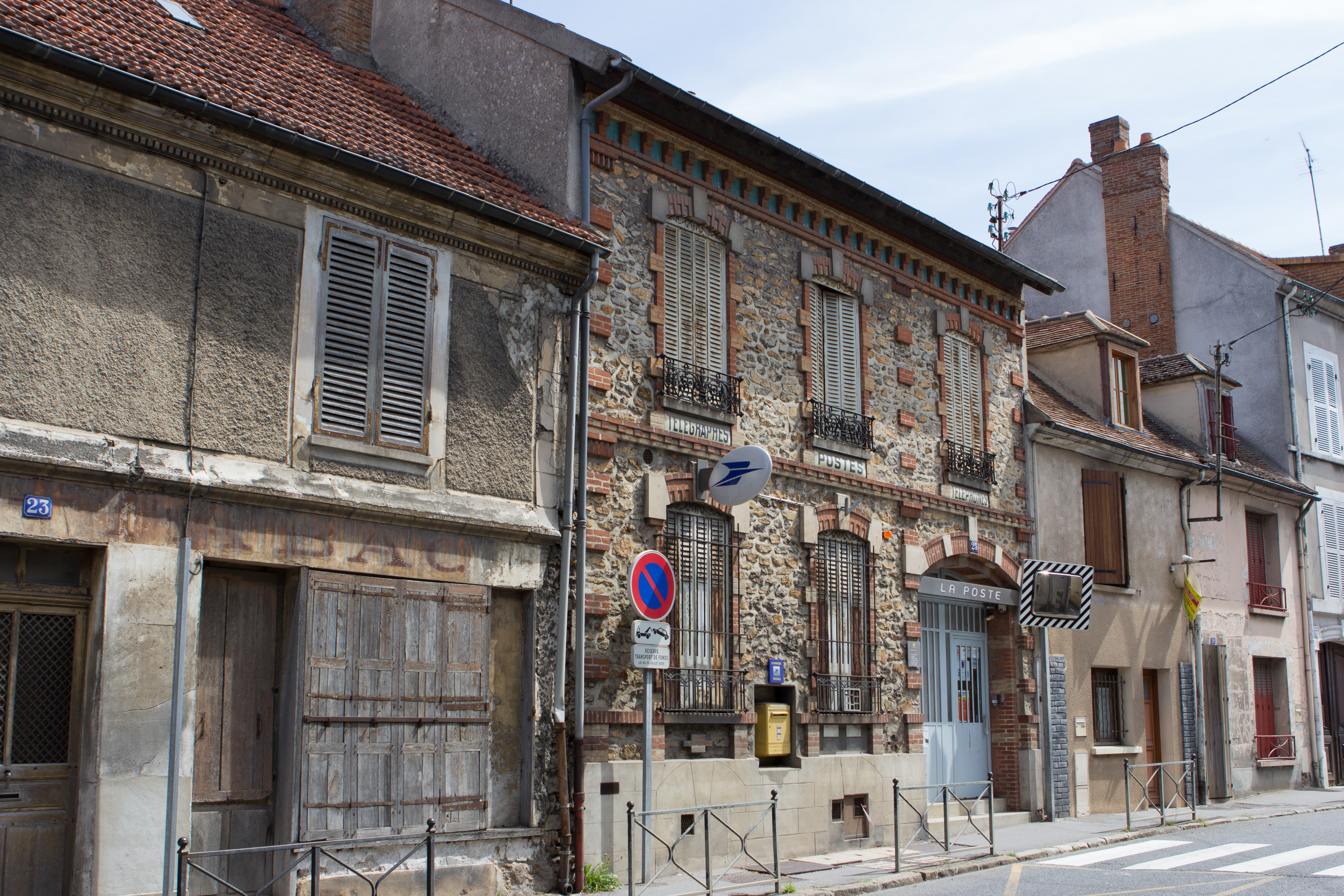
吉涅邮局

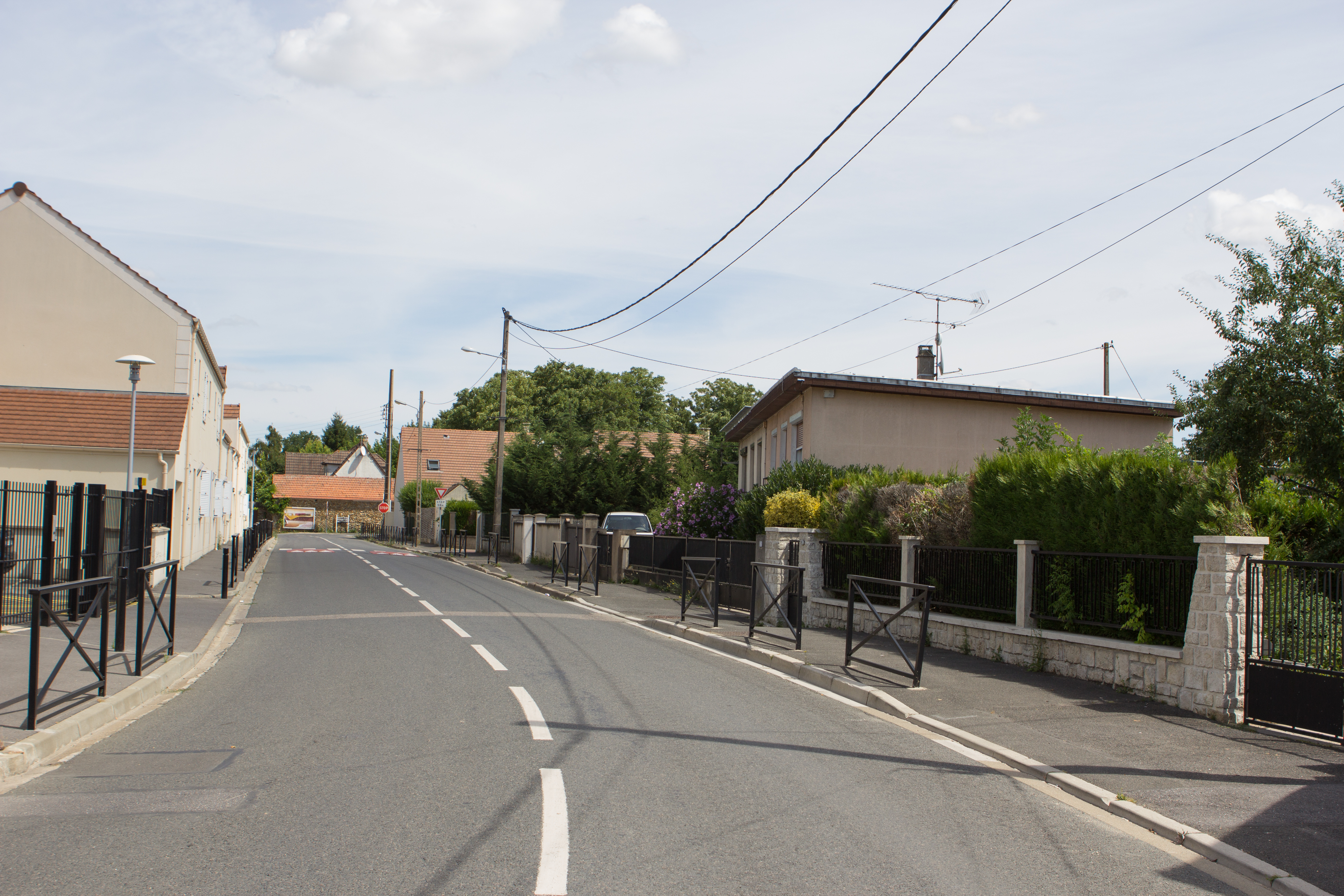
水塔街

### 教育
吉涅属于克雷泰伊学区。截止2021年1月1日，吉涅境内共有1所幼儿园和1所小学。

### 医疗
截止2021年1月1日，吉涅境内共有全科医生10名、保健师5名、牙医2名和护士5名。境内共有药房1家、残疾人帮扶中心2家。
距离吉涅最近的区域性医疗机构为“南法兰西岛中心医院”（Groupe Hospitalier Sud Ile-de-France），其主病区位于默伦市区北部，距离吉涅市区的正常车程大约21分钟，该院设有床位765个，是当地规模最大的公立综合性医院。

### 住房
2019年，吉涅境内共有各类住房1,794套，其中62.9%为独立式居民区，36.7%为集中式居民区。常住房屋占吉涅市镇范围内居民建筑总量的90.7%。
在住房保障政策方面，2021年，吉涅境内共有225户家庭获得了住房经济补助，受益人数占总人口数量的5.2%，其中198份为房租补助。

### 商业
2021年，吉涅境内共有各类实体商铺80家，其中餐厅10家、大型超市1家、杂货店2家、面包房2家、装饰品店1家、美容美发店1家、汽车维修店8家。市区东南部建有家乐福购物商场。

### 体育
2021年，吉涅境内共有1间体育馆、3处网球场、1处足球或橄榄球场以及1处篮球或排球场。
截至2023年4月，吉涅足球俱乐部（Football Club de Guignes，编号564041）是吉涅境内唯一的一家注册足球俱乐部，该队成立于2018年，其主队2022至2023赛季参加塞纳-马恩省足球联赛丁组（法国第十二级别），其主场为市政球场（Stade Municipal）。

### 环境
吉涅的环境事务由其所属的河流和城堡布里市镇公共社区联合各级政府协调负责。2021年，吉涅境内暂无污染企业。

### 治安
吉涅及其附近的共48个市镇是默伦国家宪兵队（zone gendarmerie de Melun）的管辖范围。2020年，该宪兵队累计记录各类案件3,104起，其中盗窃类案件992起，经济类案件361起，毒品交易类案件689起。

## 文化

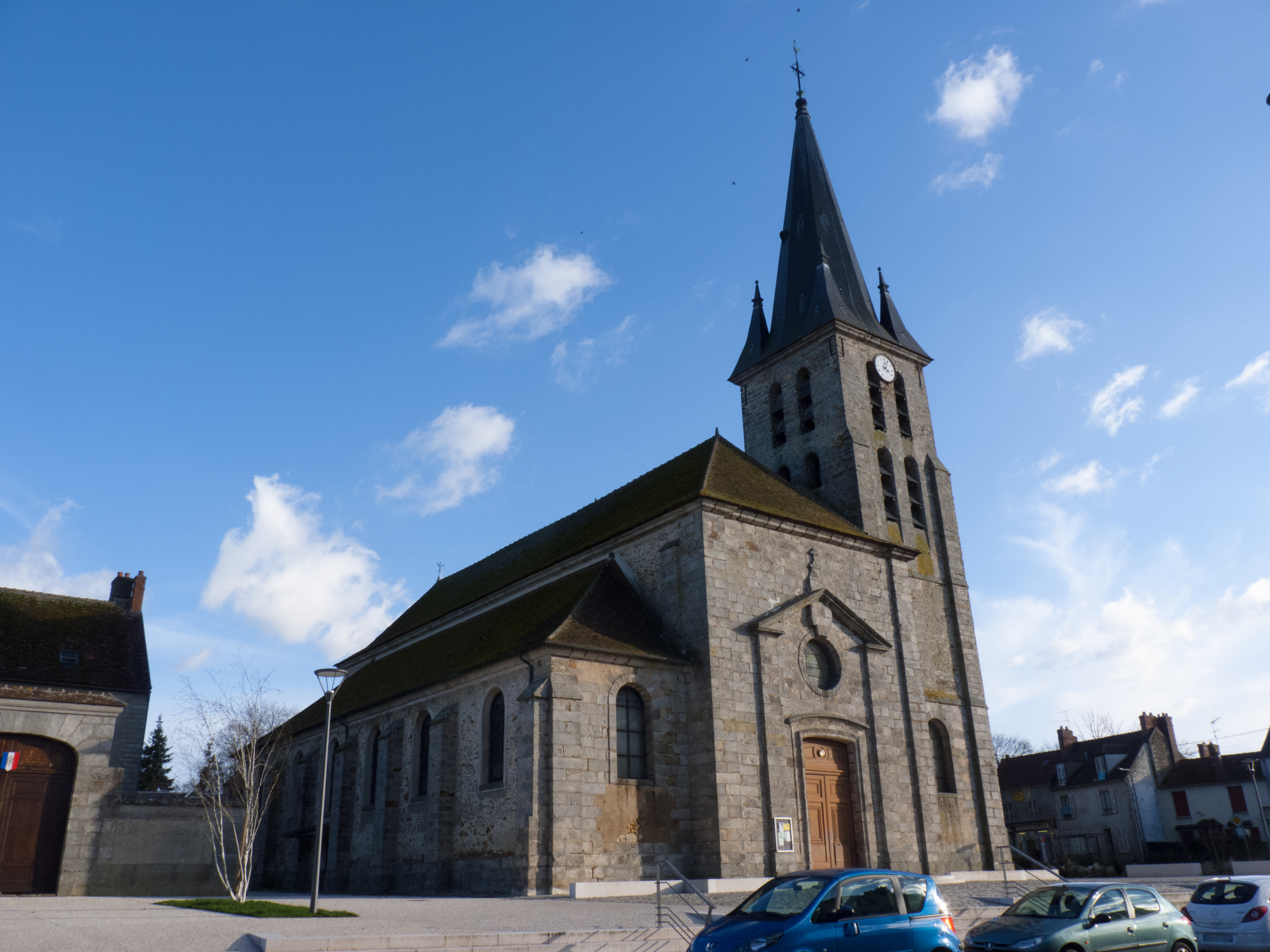
少年圣雅克教堂

2021年，吉涅境内暂无任何文化设施。

### 建筑
吉涅境内有多处历史建筑，其中少年圣雅克教堂（Église Saint-Jacques-le-Mineur de Guignes）是当地的地标性建筑物。

### 旅游
吉涅的旅游事务由其所属的河流和城堡布里市镇公共社区负责。2022年，吉涅境内暂无任何游客接待设施。

### 媒体
法国主要的媒体均可在吉涅接收，法国电视三台下属的法兰西岛大区频道在部分时段播出吉涅所在塞纳-马恩省的地方新闻。《巴黎人报》、蓝色法兰西巴黎广播、BFM电视台法兰西岛频道等是当地主要的地方性媒体。

## 友好城市
截至2023年4月，吉涅暂未建立任何友好城市关系。